# Cuartetos dedicados a Haydn (Mozart)

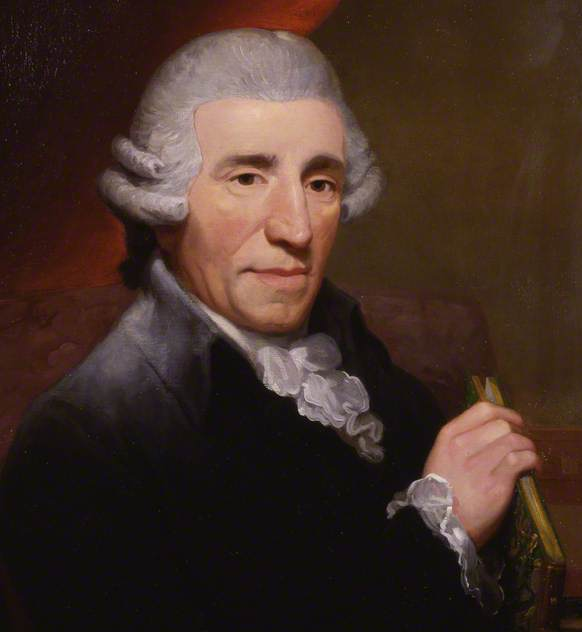
Haydn retratado por Thomas Hardy

Los Cuartetos "Haydn" de Wolfgang Amadeus Mozart son una serie de seis cuartetos de cuerda publicados en 1785 en Viena, dedicados al compositor Joseph Haydn. Están considerados como una de las bases del cuarteto de cuerda clásico, en tanto que se caracterizan por su refinamiento, elegancia, naturalidad, innovación e ingenio.

## Los seis cuartetos
- Cuarteto de cuerda n.º 14 en sol mayor ("de la primavera"), KV 387 (1782).
- Cuarteto de cuerda n.º 15 en re menor, KV 421 (1783).
- Cuarteto de cuerda n.º 16 en mi bemol mayor, KV 428 (1783).
- Cuarteto de cuerda n.º 17 en si bemol mayor ("La caza"), KV 458 (1784).
- Cuarteto de cuerda n.º 18 en la mayor ("del tambor"), KV 464 (1785).
- Cuarteto de cuerda n.º 19 en do mayor ("de las disonancias"), KV 465 (1785).

Los cuartetos fueron publicados en Viena, en 1785. Las fechas de composición de los mismos se muestran entre paréntesis más arriba.

## Orígenes
Wolfgang Amadeus Mozart compuso veintitrés cuartetos de cuerda a lo largo de su vida. Los seis Cuartetos "Haydn" fueron escritos en Viena durante los años 1782 a 1785. Están dedicados al gran compositor y amigo de Mozart, Joseph Haydn, considerado el creador del moderno cuarteto de cuerda. Haydn había completado recientemente sus influyentes Cuartetos de cuerda, opus 33 en 1781, año en que Mozart se instaló en Viena. Mozart estudió los cuartetos de cuerda de Haydn y comenzó a componer esta serie de seis cuartetos, publicados en 1785. Durante ese tiempo, Haydn y Mozart se habían hecho amigos, y en ocasiones interpretaban cuartetos juntos en el apartamento de Mozart, con Mozart a la viola, y Haydn al violín.; véase Haydn y Mozart. 
Haydn escuchó los cuartetos por primera vez en dos reuniones en casa de Mozart, el 15 de enero y el 12 de febrero de 1785 (en sendas ocasiones, Haydn aparentemente solo los escuchó, sin llegar a interpretar un fragmento él mismo). Después de escucharlos al completo, Haydn hizo un célebre comentario al padre de Mozart, Leopold, que estaba de visita: «Ante Dios, y como un hombre honesto, te digo que tu hijo es el compositor más grande que he conocido, ya sea de nombre o personalmente. Tiene gusto, y, lo que es más, el más profundo conocimiento de la composición.» El comentario fue preservado en una carta que Leopold escribió a su hija, Nannerl, el 16 de febrero.

## La dedicatoria
Dedicatoria de Mozart (1 de septiembre de 1785):
A mi querido amigo Haydn,
Un padre que había decidido mandar a sus hijos al ancho mundo consideró que era su deber confiarlos a la protección y orientación de un hombre muy célebre, especialmente cuando el último en buena fortuna era al mismo tiempo su mejor amigo. He aquí por tanto, oh gran hombre y querido amigo, estos seis hijos míos. Son, en verdad, el fruto de un largo y laborioso trabajo, aunque la esperanza de que sería en parte recompensado, que varios amigos me inspiraron, me animó, y me enorgullezco de que estos vástagos sirvan para proporcionarme consuelo algún día. Tú, tú mismo, querido amigo, háblame de tu satisfacción por ellos durante tu última visita a esta capital [Viena]. Es esta indulgencia hacia todos ellos la que me lleva a encomendártelos y me alienta a confiar en que no te resultarán completamente indignos de tu favor. Puede que por el contrario tengas a bien recibirlos amablemente y ¡ser su Padre, Guía y Amigo! Desde este momento te transfiero todos mis derechos sobre ellos, rogándote que contemples indulgentemente los defectos que la parcialidad del ojo de un Padre me impide ver, y a pesar de ellos [los posibles defectos a los que hace referencia] continues en tu generosa Amistad hacia quien tan gratamente los valora [id est, hacia el propio Mozart], esperándola me encuentro [la amistad con Haydn], con todo mi Corazón, mi querido Amigo, tu más Sincero Amigo,
W.A. Mozart

## Forma y contenido
La forma del cuarteto de cuerda clásico fue creada por Joseph Haydn a finales de la década de 1750. Haydn es conocido como el "padre" del cuarteto de cuerda, porque en la totalidad de sus sesenta y ocho cuartetos desarrolló este género hasta llevarlo a su madurez. El cuarteto presenta cuatro partes para dos violines, viola y violonchelo. Su función se diseñó para interpretaciones privadas o semiprivadas en salones de la aristocracia o de la clase media.
La forma de los Cuartetos "Haydn" sigue el esquema estándar creado por Haydn en la década de 1770. En ese momento, la forma del cuarteto comenzó a fijarse definitivamente en cuatro movimientos, como la forma de las sinfonías. La estructura básica de los seis Cuartetos "Haydn" es la siguiente (con el segundo y el tercer movimientos intercanbiables en diferentes obras): 
- Allegro en forma sonata.
- Adagio o Andante en forma sonata.
- Minuetto y Trio.
- Allegro en forma sonata, rondó o variaciones.

Los movimientos lentos de estas obras, es decir, el segundo y el tercero, destacan por ser el "centro emocional" de cada cuarteto. Muestran una rica melodía cantabile, escrita con una multiplicidad temática y un embellecimiento que expone una partida del modo haydniano.
Los cuartetos ofrecen asimismo una amplia gama de contenido emocional del Sturm und Drang del n.º 15 en re menor, al misterio tonal de los inicios de los nos. 16 en mi bemol mayor, y 19 en do mayor, "de las disonancias", y la bondad propia de opera buffa del último movimiento del n.º 17 en si bemol mayor, "la caza".

## Acogida de la crítica
La primera acogida de los Cuartetos "Haydn" fue tanto entusiasta como disgustada. Uno de los primeros críticos en opinar sobre la obra, que escribía de forma anónima en el Magazin der Musik de Cramer, dio en 1789 una opinión acerca de los Cuartetos característica de la reacción de la época a la música de Mozart, según la cual las obras estaban inspiradas, pero eran demasiado complejas y difíciles de disfrutar:
«Las obras de Mozart no agradan en general tanto [como las de Leopold Kozeluch]... los seis cuartetos [de Mozart] para violines, viola y contrabajo dedicados a Haydn confirman... que ha decidido inclinarse más por lo difícil e inusual. Pero entonces, ¡qué ideas tan grandes y elevadas tiene, delatando un espíritu audaz!»
A finales de la década de 1780, Giuseppe Sarti publicó un ataque contra el Cuarteto "de las disonancias", describiendo las secciones como "bárbaras", "execrables", y "lamentables" por su uso de acordes de tonos enteros y extremos cromáticos. En torno a ese mismo periodo, Fétis editó una revisión del inicio del Cuarteto "de las disonancias", insinuando que Mozart había cometido errores. Cuando los editores de los cuartetos, Artaria, los enviaron a Italia para que los publicasen, lo devolvieron alegando que "la partitura está llena de errores".
Sin embargo, Heinrich Christoph Koch observó que estas composiciones eran dignas de elogio "mezcla de estilos estrictos y libres y el tratamiento de la armonía". Comentarios favorables para los Cuartetos llegaron poco después de su publicación por los periódicos en Salzburgo y Berlín. A comienzos del siglo XIX, Jérome-Joseph Momigny escribió un extenso análisis del n.º 15 en re menor, KV 421. Momigny empleó el texto basado en el Lamento de Dido, de la ópera Dido y Eneas de Henry Purcell, para debatir acerca de las cualidades emocionales y expresivas del primer movimiento de esta obra.
En la actualidad, este conjunto de cuartetos se encuentran entre las obras más célebres de Mozart. Están considerados como "las sólidas piedras angulares" del repertorio de música de cámara y son interpretados frecuentemente en conciertos, emisoras de radio, y en grabaciones.